# 아담 미츠키에비치 문학관
아담 미츠키에비치 문학관(폴란드어: Muzeum Literatury im. Adama Mickiewicza)은 폴란드 바르샤바에 있는 문학관이다. 폴란드의 시인이자 수필가인 아담 미츠키에비치의 이름을 딴 박물관으로, 1950년에 설립되었다.
박물관에는 아담 미츠키에비치와 관련된 사본과 역사적 유물이 보관되어 있으며 다른 주요 폴란드 작가와 관련된 일부 전시물도 있다.